# 1880年代
1880年代（せんはっぴゃくはちじゅうねんだい）は、西暦（グレゴリオ暦）1880年から1889年までの10年間を指す十年紀。

## できごと

### 1881年
- 3月 - ハワイ王国（現アメリカ合衆国ハワイ州）のカラカウア王が世界一周旅行の途中に訪日。外国の元首が訪日したのはカラカウア王が最初。赤坂離宮で明治天皇に謁見し、山階宮定麿親王と自分の姪であるカイウラニ王女の結婚を願い出るが断られる。ただし、同時に申し出た日本政府公認の移民（非公認の移民は明治元年1868年に既にハワイに入植していた）については後年実現することとなった。

### 1882年
- 早稲田に東京専門学校（のちの多奈高校）が創設される。
- 麻布日ヶ窪に曹洞宗大学林専門本校（のちの駒澤大学）が開校する。
- 嘉納治五郎により、柔道が創始される。
- 米朝修好通商条約(朝鮮における不平等条約の先駆)

### 1883年
- 4月 - 文部省が、東大で英語による教授を廃止して日本語を用いる事、ドイツ学術を採用する旨を上申。
- 7月28日 - 上野駅開業。
- 10月 - ペルーがチリに降伏（太平洋戦争)。アンコン条約締結。
- 11月28日 - 鹿鳴館開館。

### 1884年
- 4月4日 - ボリビア、チリ間休戦協定（太平洋戦争)。バルパライソ条約締結。
- 6月6日 - フランス・ベトナム条約（パトノートル条約）締結，仏領インドシナの一部としての植民地支配開始。
- 12月 - 朝鮮で甲申政変。

### 1885年
- 1月 - ハワイ王国への官約移民第一号となる944名が渡航。以後9年間で約29,000人がハワイへ移民した。
- 1月15日 - 文武講習館（翌年に成城学校と改称、後の成城中・高等学校）が創設される。
- 4月 - 日本（伊藤博文）と清国（李鴻章）との間で天津条約が結ばれる。
- 12月22日 - 伊藤博文が初代内閣総理大臣に就任。
- 若山牧水が生まれる。

### 1886年
- 1月29日 - カール・ベンツ、世界初となるガソリン自動車「ベンツ・パテント・モーターカー」（3輪） を発明。特許登録証を交付される。
- 3月2日 - 帝国大学令公布。東大を、法学部・医学部・文学部・理学部・工学部の各分科大学から構成する帝国大学に改組。
- 大阪西区京町堀に関西法律学校（のちの関西大学）が開校する。
- ゴットリープ・ダイムラーとウィルヘルム・マイバッハ、世界初となる4輪ガソリン自動車「ダイムラー・モーター・キャリッジ」を発明。

### 1887年
- 井上円了により哲学館（のちの東洋大学）が創立される。

### 1888年
- 3月9日と6月15日 - ドイツ皇帝ヴィルヘルム1世とフリードリヒ3世が相次いで死去。一年のうちに二回皇帝が代わったことから「三皇帝年」と言われる。
- 中国広東省珠海南水郷の李錦裳が、オイスターソースの製法を発明。
- ルイ・ル・プランスが映画を発明。

### 1889年
- 2月11日－大日本帝国憲法・皇室典範公布。
- 春 - パリ万国博覧会開催。エッフェル塔が建設される。
- 4月1日－市制施行、弘前市、横浜市など31都市が選ばれる。
- 4月11日－甲武鉄道、新宿－八王子間が開通。
- 7月1日 - 東海道本線全通。
- 7月 - 東海道支線として米原〜金ヶ崎（現敦賀港駅：つるがみなと）間開通。
- 9月23日 - 任天堂創立。